# Programy heterodoksyjne
Programy heterodoksyjne – są to programy dostosowawcze, które pojawiły się w latach osiemdziesiątych w Ameryce Łacińskiej. Są one wynikiem trudności związanych z kontynuowaniem przez demokratyczne rządy mało popularnej polityki restrykcyjnej przyjętej w celu ustabilizowania gospodarki. Polityka restrykcyjna, według założeń, miała prowadzić – po początkowej deflacji – do wzrostu gospodarczego, który jednak w rzeczywistości nie nastąpił.
Programy heterodoksyjne np. plan Austral (Argentyna), plan Cruzado (Brazylia) i plan Inti (Peru) – stworzyły szerokie możliwości użycia środków dalekich od normalnie zalecanych przez organizacje międzynarodowe. Miały one na uwadze przede wszystkim zmniejszenie inflacji, traktowano to jako warunek wznowienia zdrowego wzrostu i przywrócenia równowagi zewnętrznej.
Tradycyjne metody dostosowawcze stały się w tej dziedzinie zupełnie nieskuteczne, ponieważ okazało się, że prawie wszędzie po wprowadzeniu środków dostosowawczych inflacja rosła. Nowe środki miały więc polegać na odejściu od indeksacji płac i na stopniowym zmniejszeniu oczekiwań inflacyjnych, a także na zamrożeniu na pewien okres płac, cen i kursu walutowego.
Strategie te pozostawały więc w opozycji do ortodoksyjnej polityki stabilizacyjnej opartej na liberalizacji cen, zmniejszeniu podaży kredytów, likwidacji deficytu finansów publicznych, redukcji płac realnych i przyspieszeniu tempa dewaluacji pieniądza